# Beachhandball-Juniorenozeanienmeisterschaften 2017
Die Beachhandball-Juniorenozeanienmeisterschaften 2017, die ersten kontinentalen Meisterschaften der Oceania Continent Handball Federation (OHF), waren die dritte Austragung des Wettbewerbs. Die Spiele wurden vom 21. bis 24. Februar auf dem Nikao Beach Volley Court von Rarotonga, der größten der Cookinseln, ausgetragen.
Die ersten Nachwuchs-Ozeanienmeisterschaften im Beachhandball wurden im Vorlauf zu den im weiteren Jahresverlauf ausgetragenen Juniorenweltmeisterschaften 2017 auf Mauritius und den darauf aufbauenden Olympischen Jugendspielen 2018 in Buenos Aires angesetzt. Das erste Mal fand eine kontinentale Meisterschaft in der Sportart nicht in Australien statt und erstmals nahmen weitere Nationen als Australien und Neuseeland teil. Während Neuseeland nur eine Jungenmannschaft schickte, trat Australien wie auch die Gastgeber von den Cookinseln sowie Amerikanisch-Samoa und Kiribati mit Mannschaften beider Geschlechter an.
Während Australien bei den Jungen seiner Favoritenrolle gerecht wurde und souverän den Titel gewann – im Finale gegen die Neuseeländer – unterlagen sie im Finale des Turniers der Juniorinnen Amerikanisch-Samoa, wo Handball als Sport erst weniger als drei Jahre zuvor überhaupt eingeführt wurde. Beide Bronzemedaillen gingen an die Gastgeber. Die beiden Finalisten waren jeweils für die Junioren-Weltmeisterschaften qualifiziert. Für Amerikanisch-Samoa war es der Beginn einer Erfolgsgeschichte, die nach einem weiteren Sieg über Australien bei der Junioren-WM bis zu den Olympischen Jugendspielen und zwei kontinentale Vizemeistertitel mit der A-Nationalmannschaft führte.
Als offizieller Vertreter der IHF war der Serbe Saša Kuburović vor Ort.
| Juniorinnen Details | Rarotonga, Cookinseln | Amerikanisch-Samoa | 2:0 | Australien | Cookinseln |  | Kiribati           |
| Junioren Details    | Rarotonga, Cookinseln | Australien         | 2:0 | Neuseeland | Cookinseln |  | Amerikanisch-Samoa |

## Platzierungen teilnehmenden Nationalmannschaften
| Nation             | Frauen | Männer |
| ------------------ | ------ | ------ |
| Amerikanisch-Samoa | 01     | 04     |
| Australien         | 02     | 01     |
| Cookinseln         | 03     | 03     |
| Kiribati           | 04     | 05     |
| Neuseeland         | 0–     | 02     |
| Teilnehmerzahl     | 04     | 05     |

| Legende | Legende | Legende | Legende                |
| ------- | ------- | ------- | ---------------------- |
| 1       | 2       | 3       | Podest-Platzierungen   |
| 4       | 4       | 4       | weitere Halbfinalisten |